# Kaplica na Brzegu w Kasinie Wielkiej

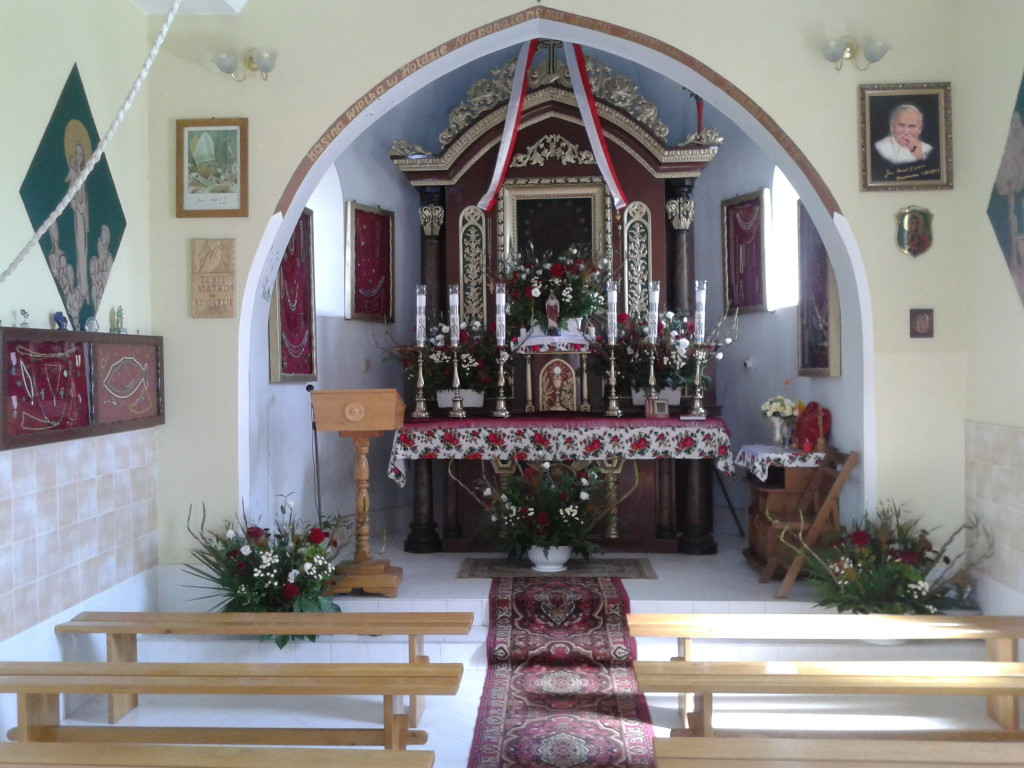
Wnętrze kaplicy

Kaplica na Brzegu – kaplica rzymskokatolicka znajdująca się w centrum wsi Kasina Wielka związana z lokalnym kultem obrazu Matki Boskiej Częstochowskiej.

## Historia
Według lokalnego, ustnego przekazu – żołnierz – uczestnik prawdopodobnie Konfederacji barskiej (około 1770 roku) ciężko ranny w jednej z potyczek znalazł się w Kasinie Wielkiej. W domu pod brzegiem została mu udzielona pomoc. Kobieta, która mu zmieniała opatrunek, otworzyła skrzynię wyjmując płótno na przewinięcie chorej nogi. Żołnierz dostrzegł w otwartej skrzyni obraz ukazujący postać Matki Bożej z Dzieciątkiem i zaczął się żarliwie modlić o przywrócenie zdrowia. Po pewnym czasie odzyskał pełne zdrowie. Z wdzięczności zwrócił się do gospodarzy, że umieści obraz w ufundowanej przez siebie kapliczce. Wskazali mu oni miejsce na rozwidleniu dróg, gdzie stał krzyż (stary szlak cysterski). Od tamtej pory zaczął się kult Matki Bożej Częstochowskiej na roli Brzegi przez mieszkańców Kasiny Wielkiej i okolic.
Według przekazu tutejszych mieszkańców z czasów I wojny światowej, gdy nacierający Rosjanie zbliżali się do Kasiny Wielkiej, zobaczyli Panią, która nie pozwoliła im wejść do tej miejscowości. Mieszkańcy uwierzyli, że dzięki temu wieś nie została spalona i zniszczona. To zdarzenie jeszcze bardziej umocniło kult Matki Bożej Częstochowskiej na roli Brzegi. W dwudziestoleciu międzywojennym odbywały się procesje do kaplicy i odprawiane były tutaj nabożeństwa np. z okazji święta 3 maja. Dzieci z miejscowej szkoły podstawowej wraz ze swoimi wychowawcami posadziły przy kaplicy „Drzewo Wolności” (jesion), które rośnie do dzisiaj.
Mimo że w czasie II wojny światowej toczyły się wokół wsi walki partyzanckie, sama wieś nie ucierpiała zbytnio, co mieszkańcy ponownie przypisali opiece Matki Boskiej. Po zakończeniu wojny jeden z mieszkańców wsi, Władysław Fornal, przysiągł w celi śmierci, że jeżeli odzyska wolność to ufunduje nową kaplicę. Na początku 1946 roku po kilku spotkaniach z mieszkańcami osiedla Brzegi, księdzem Janem Gimińskim i radą parafialną postanowiono o budowie nowej kaplicy. Mieszkańcy osiedla udostępnili teren pod budowę, lecz ksiądz proboszcz obawiał się, że gdy wybudują dużą kaplicę, to parafia nie dostanie zezwolenia na budowę nowego kościoła.
W przeciągu roku kaplica została wybudowana, dzięki fundatorowi i przy licznym udziale pracy mieszkańców. Poświęcenie kaplicy odbyło się 27 października 1946 roku, przez księdza infuata Teofila Skalskiego, ówczesnego proboszcza w Mszanie Dolnej. 20 marca 1951 roku, ksiądz biskup Stanisław Rospond dokonał aktu konsekracji kaplicy.
W latach 50. XX wieku w kaplicy odbywała się msze święte: 3 maja, w Dni Krzyżowe, odpustowa 26 sierpnia i 8 września. Procesja Bożego Ciała nigdy nie omijała kaplicy Na Brzegu. Później dodano do tego na prośbę wiernych msze w każdą pierwszą sobotę miesiąca połączone z nabożeństwem „Prośby i podziękowania” Matce Bożej Częstochowskiej, msze z okazji Zwiastowania NPM (25 marca) oraz zwykłe msze dwa razy w tygodniu w okresie od Wielkanocy do końca października.
23 sierpnia 1999 r. miało miejsce nawiedzenie parafii przez kopię Obrazu Jasnogórskiego.

## Wizyty hierachów
Na początku lat 50. XX w. kaplicę odwiedzał jeszcze jako wikariusz w Niegowici przyszły papież Jan Paweł II, a później również już jako biskup krakowski. Kaplicę odwiedzali też: ksiądz kardynał Franciszek Macharski, ksiądz biskup Albin Małysiak, ksiądz arcybiskup Stanisław Nowak (jeszcze jako wikary) oraz 10 lutego 2013 ksiądz kardynał Stanisław Dziwisz.